# Río Güepí
Der Río Güepí ist ein etwa 145 km langer rechter Nebenfluss des Río Putumayo in Ecuador und Peru. Es gibt alternative Schreibweisen: mit „u“ oder „ü“ sowie mit „p“ oder „pp“.

## Flusslauf
Der Río Güepí entspringt in der ecuadorianischen Provinz Sucumbíos im Norden des Wildtier-Reservats Cuyabeno auf einer Höhe von etwa 240 m. Er fließt in überwiegend östlicher Richtung durch das Amazonastiefland zwischen den größeren Flussläufen des Río Putumayo im Norden und dem des Río Aguarico im Süden. Bei Flusskilometer 77 erreicht er die peruanische Grenze. Von nun an bildet er die Grenze zwischen den beiden Staaten. Der Grenzverlauf wurde im Protokoll von Rio de Janeiro im Jahr 1942 so festgelegt. Schließlich mündet der Río Güepí am Dreiländereck Kolumbien-Ecuador-Peru auf einer Höhe von etwa 199 m in den Río Putumayo. Direkt unterhalb der Mündung befindet sich der peruanische Militärstützpunkt Güepí. Der Río Güepí weist auf seiner gesamten Länge ein stark mäandrierendes Verhalten mit zahlreichen Flussschlingen und Altarmen auf.

## Einzugsgebiet
Der Río Güepí entwässert eine Fläche von ungefähr 900 km². Das Einzugsgebiet des Río Güepí liegt größtenteils in Ecuador in der Provinz Sucumbíos. Lediglich ein kleiner Bereich entlang dem nordwestlichen Rand des peruanischen Distrikts Teniente Manuel Clavero in der Provinz Putumayo wird von dem Fluss entwässert. Das Einzugsgebiet grenzt im Norden an das Einzugsgebiet des oberstrom gelegenen Río Putumayo, im Südwesten an das des Río Aguarico mit seinen Nebenflüssen Río Cuyabeno und Río Lagartococha (auch Quebrada Zancudo) sowie im Südosten an die Einzugsgebiete von Río Angusilla und Río Peneya.

## Ökologie
Das Einzugsgebiet des Río Güepí besteht aus tropischem Regenwald. Das obere Einzugsgebiet liegt im 
Wildtier-Reservat Cuyabeno, der peruanische Teil des Einzugsgebietes oberhalb von Flusskilometer 17 liegt innerhalb des Nationalparks Güeppí Sekime.